# AFTERNOON DELIGHT
『AFTERNOON DELIGHT』（アフタヌーン・ディライト）は、かつてFM COCOLOで放送されていたラジオ番組。

## 概要
COCOLO世代にとって、Ever GreenからBrand Newまで、タイムレスでハートフルな選曲と、今、注目のキーワードや、ちょっとためになる情報を、DJ MEMEが気になる話題を交えながら放送する。
2021年3月31日をもって終了した。MEMEは2021年4月から、『M's Groove』を担当することになった。

## 放送時間
- 月曜日 - 木曜日 14:00 - 17:00
  - 過去には13:00から放送していた。

## DJ
- MEME（2010年4月 - 2021年3月）

## 主なコーナー
- 14時台後半 - MASTER'S VOICE
- 15時台 - グランマーブル Blooming heart
- 月曜日
  - MUSIC PARADE
  - BILLBOARD LIVE OSAKA 〜 MUSIC INVITATION
- 火曜日
  - GO-GO-ICHI HEADLINER
  - REQUEST TUESDAY
- 水曜日
  - 思い出のコンピレーション
  - 花キューピット Flowers in style
  - 水曜やるぞクラブ
- 木曜日
  - 今日のアイドル （木曜アイドル枠当てるぞクラブ）
  - 木曜シネマミーティング
  - MEMEのトキメキSHOWTIME